# Atsushi Yogō

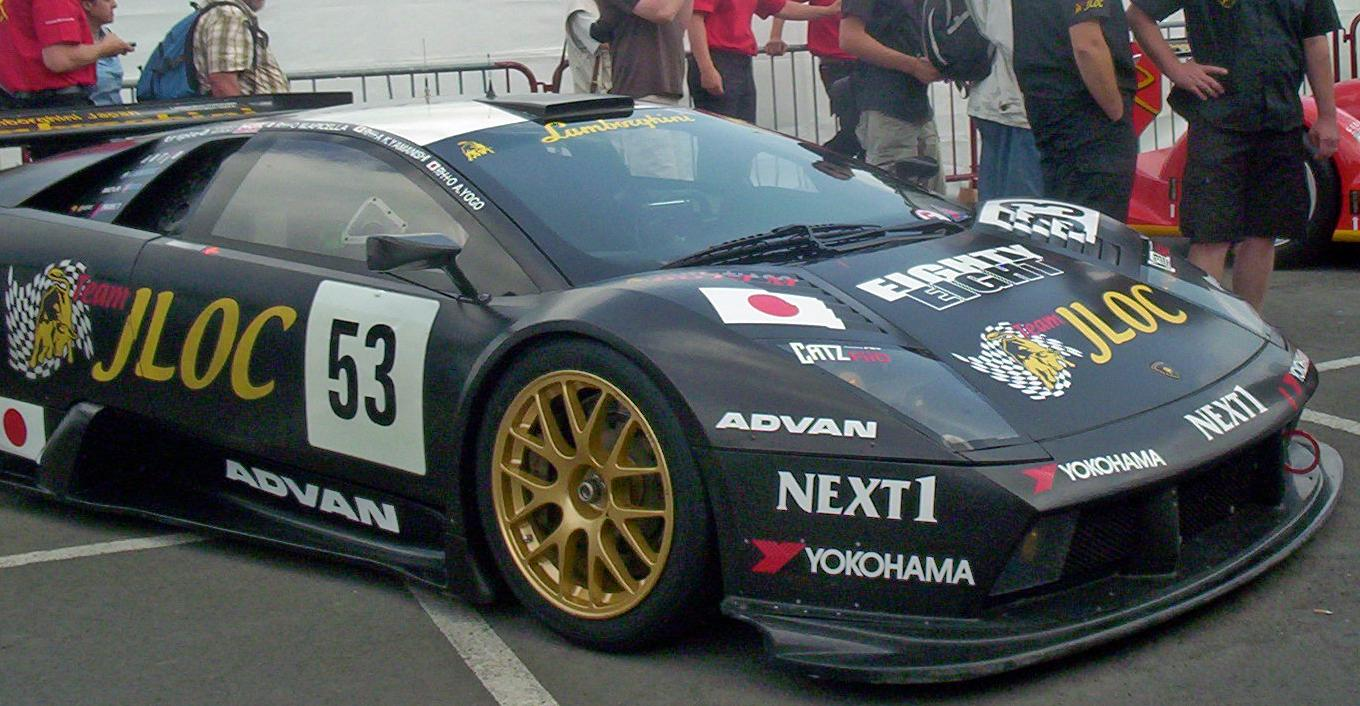
JLOC Isao Noritake-Lamborghini Murciélago R-GT mit dem Atsushi Yogo 2007 beim 24-Stunden-Rennen von Le Mans am Start war

Atsushi Yogō (jap. 余郷 敦, Yogō Atsushi; * 21. Februar 1965 in der Präfektur Kanagawa) ist ein ehemaliger japanischer Autorennfahrer.

## Karriere
Erste Renneinsätze hatte Yogo im Monopostosport, wo er unter anderem in der japanischen Formel-3-Meisterschaft am Start war. Bald wechselte er jedoch in den GT- und Sportwagensport. Ab 1998 war er regelmäßiger Starter in der Super GT, wo er 2000 Gesamtdritter in der GT300-Klasse wurde. Ein Erfolg, den er 2004 wiederholen konnte.
2000 hatte er sein Debüt beim 24-Stunden-Rennen von Le Mans gegeben. Zur Überraschung der Fachwelt gewann er gemeinsam mit seinem Landsmann Hideo Fukuyama und dem Belgier Bruno Lambert auf einem Porsche 911 GT3-R die Gesamtwertung der GT-Klasse. Siebenmal war beim 24-Stunden-Rennen in Frankreich am Start, der Klassensieg 2000 blieb sein bestes Ergebnis.
2009 gewann er die Gesamtwertung der GT1-Klasse der Asian Le Mans Series. Nach Ablauf der Saison 2012 trat er vom professionellen Rennsport zurück.

## Statistik

### Le-Mans-Ergebnisse
| Jahr | Team               | Fahrzeug                    | Teamkollege      | Teamkollege        | Platzierung             | Ausfallgrund     |
| ---- | ------------------ | --------------------------- | ---------------- | ------------------ | ----------------------- | ---------------- |
| 2000 | Team Taisan Advan  | Porsche 911 GT3-R           | Hideo Fukuyama   | Bruno Lambert      | Rang 16 und Klassensieg |                  |
| 2001 | Team Taisan Advan  | Porsche 911 GT3-RS          | Hideo Fukuyama   | Kazuyuki Nishikawa | Rang 11                 |                  |
| 2002 | Team Taisan Advan  | Porsche 911 GT3-RS          | Akira Iida       | Kazuyuki Nishikawa | Rang 21                 |                  |
| 2003 | Team Taisan Advan  | Porsche 911 GT3-RS          | Akira Iida       | Kazuyuki Nishikawa | Rang 19                 |                  |
| 2007 | JLOC Isao Noritake | Lamborghini Murciélago R-GT | Kōji Yamanishi   | Marco Apicella     | Ausfall                 | Kraftübertragung |
| 2009 | JLOC               | Lamborghini Murciélago R-GT | Yutaka Yamagishi | Marco Apicella     | Ausfall                 | Motorschaden     |
| 2010 | JLOC Isao Noritake | Lamborghini Murciélago R-GT | Kōji Yamanishi   | Hiroyuki Iiri      | Ausfall                 | Defekt           |